# Stroudia despecta
Stroudia despecta  (лат.) — вид одиночных ос (Eumeninae).

## Распространение
Африка: ЮАР (Clanwilliam, Doringbos, West Cape).

## Описание
Длина осы 7-8 мм. По некоторым признакам напоминает одиночных ос вида Stroudia albofasciata. Взрослые самки охотятся на гусениц для откладывания в них яиц и в которых в будущим появится личинка осы.